# Lowland whiskyrégió

A hat skót whisky-régió

A Lowland whiskyrégió a második legnagyobb területű skót whiskyrégió, de mindössze három whiskylepárló működik benne. Az itteni whiskyket jellemzően – de nem kivétel nélkül – háromszor desztillálták, ami lágyabb ízűvé tette őket. Egy negyedik kis lepárló (a Daft Mill Fife-ban) is működni kezdett 2005-ben, de még nem lépett piacra.
Sokan a Falkirk melletti Rosebank lepárlót tartották a legjobbnak a Lowlandiek között, de áldozatul esett a racionalizálásnak az 1980-as években, amikor tulajdonosa, a The Distillers Company Ltd. bezárta.

## Lowland Single Malt whiskyk
- Glenkinchie
- Bladnoch
- Auchentoshan

A piacon még elérhető, de már nem termelt fajták:
- Rosebank
- Kinclaith
- St. Magdalene
- Ladyburn
- Inverleven
- Littlemill